# ソニックブラストマン

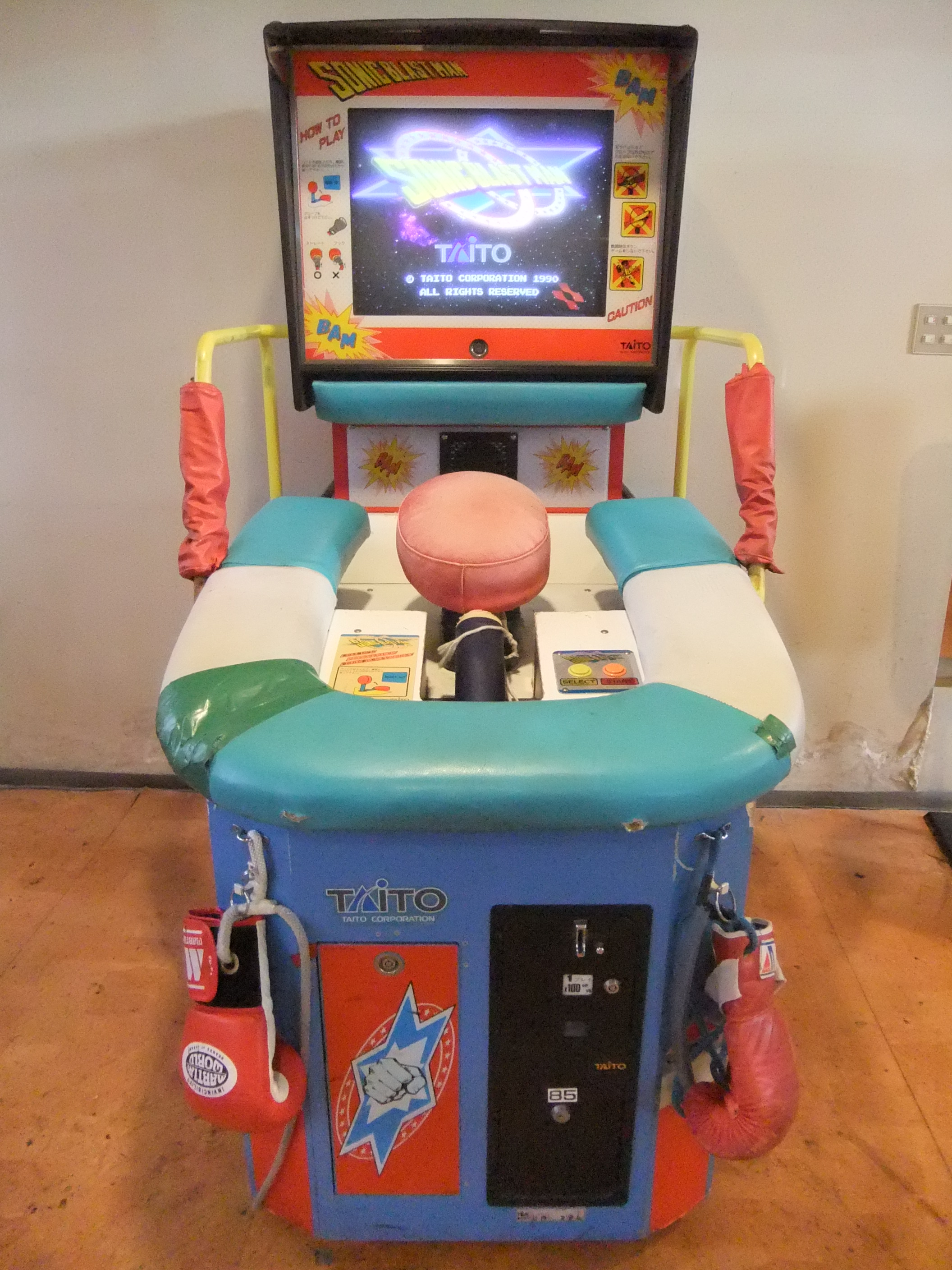
アーケード版ソニックブラストマン

『ソニックブラストマン』とは、タイトーが1990年に販売したパンチ力を測定することでゲームを進めるゲームセンター向けのアーケードゲーム及び1992年に同社が販売したスーパーファミコン用ソフト。本項では主にアーケードゲーム版について記載する。

## 概要
これまでのパンチングマシンは、単にパンチ力を測定するだけのシンプルなものであった。しかし本作では、パンチ力を計測する機能に加え、映像による演出を融合させた。これによりプレイヤーは筐体に付属されたモニターを見ながら、ストーリーに沿ってパンチ力を測定するという新しいゲームを体験できる。

### 主人公（プレイヤー）
主人公は、地球の平和を守る為にはるか星の彼方からやってきた正義のヒーロー「スーパーソニックブラストマン」である。
普段はごく普通のサラリーマンであるが、事件が発生するとすぐに変身をして現場へ駆けつける。本作では発生するすべての事件をスーパーソニックブラストマンのパンチによって解決しようというコンセプトである。従ってプレイヤーがパンチをする際には「私のパンチを受けてみろ!」という音声が流れる。デモ画面では、手足を縛られた上に猿轡を嵌められた女性が、線路に放置されている現場へ急行し、ディーゼル機関車に轢殺されそうになる所を、直前で機関車を殴り飛ばし木端微塵にして救助している。その後、飛行機雲の要領で空に“See you again”と筆記体で書いているのを女性が手を振りつつ見送る。

## ゲーム進行
プレイヤーはコインを投入後、5つの難易度のステージを選択することになる。各ステージでは、クリアに必要なスコアのノルマが設定されている。ステージ選択後、モニターからストーリーが流れ、音声の後にパンチングパッドが起き上がるので、プレイヤーは筐体に付属しているグローブを装着し腕でパッドを力の限り殴る。するとパンチ力が表示される。同様の流れで計3発殴ることができ、3発の合計値がクリアに必要なスコアを超えれば、ステージクリア。しかしパンチ力が所定のノルマを超えないとバッドエンドとなってしまう。なお、ステージクリアの有無にかかわらず、3発殴り終わるとゲーム終了となる。

### アニメーション
本作ではゲームの進行具合によって、モニターに映し出される敵キャラのアニメーションが変化する。なお画面右上には「LEFT」という表示があり、その右側にクリアに必要なノルマのスコアが表示されており、その残り数値によって、アニメーションのリアクションが変化する。従ってパンチ力が低ければ、画面上の敵キャラはあまり変化せず、パンチ力が高いと、表情が歪んだり大破するといった形で大きく変化する。

### ランキング
本作ではパンチ力の高かった上位100名の単発値、合計値が記録される。ただし当日限りの記録であるため、電源を落とすとリセットされる。

## ステージ
5つのステージが存在する。
1 女性がおそわれている。 3発なぐって暴漢をKOせよ!
女性が暴漢に襲われ、バッグを奪われようとしている。ノルマは200トン。
2 子供があぶない!3発なぐってトレーラーを止めろ!
母親がベビーカーを車道に滑らせてしまい、そのすぐ手前に大型トレーラーが接近している。ノルマは260トン。
3 街が攻撃されている!3発なぐって悪の要塞ビルを破壊せよ!
ノルマは290トン。
4 巨大怪獣出現!3発なぐって怪獣を倒せ!
海上の船の行く手を阻む形で巨大なカニらしき怪獣が出現する。ノルマは320トン。
5 地球に隕石が接近!3発なぐって隕石をくだけ!
地球に巨大な隕石が接近。人類は今まさに滅亡の危機に晒されている。3発なぐって地球を救え! ノルマは350トン。

## メンテナンス
2008年をもって、製造元であるタイトーのメンテナンスサービスが終了している。これは、発売から20年近くが経過し、予備の備品がなくなったためである。
以降、故障した場合はゲーム機の稼働を止めるように呼びかけられている。

## 続編
1994年には『スーパーソニックブラストマン』を使用した続編『リアルパンチャー』を販売した。また本作販売から20年経った2011年には、本作の名場面を再現した『ソニックブラストヒーローズ』を発売した。

## スーパーファミコン版
1992年9月25日に発売された業務用アーケードゲーム機『ソニックブラストマン』の移植版。しかしパンチ力を測定するというゲームではなく、『スーパーソニックブラストマン』のキャラクターを使用したベルトスクロールアクションゲームである。

## 評価
SFC版はファミコン通信クロスレビューでは7、7、6、5の25点。レビュアーは『ファイナルファイト』の主人公をヒーローものっぽく変身させ全体的にコミカルにしたゲームで豪快なパンチは気持ちよくボーナスステージが変に突き抜けてアレンジどころではない独自の世界を作っている、『ファイナルファイト』と似てはいるが本作の方が馬鹿馬鹿しく気晴らしにはもってこいな頭を空っぽにして遊ぶにはちょうど良いが、派手な割にはステージは単調でのっぺりしている、プレイヤーが強く敵にやられることはあまりなく緊張感が得られずコシがないうどんのようで食べた感覚がしないようだとした。